# Harmonizace práva
Harmonizace práva je činnost směřující k dosažení větší či menší podobnosti v právní úpravě mezi jednotlivými státy. Na rozdíl od unifikace nesměřuje k vytvoření stejného právního předpisu.
Harmonizace v oblasti evropského práva souvisí především se směrnicemi, které určují výsledek, ale prostředky jeho dosažení ponechávají na vnitrostátní úpravě. Harmonizace však připadá v úvahu i v souvislosti s tzv. vzorovými zákony, které například v oblasti obchodního práva připravuje Komise OSN pro mezinárodní obchodní právo UNCITRAL.